# カスター郡 (アイダホ州)
カスター郡 (カスターぐん、英: Custer County) はアメリカ合衆国アイダホ州に位置する郡である。2000年現在の国勢調査で、人口は4,342人である。ここの郡庁所在地はシャリである。

## 地理
アメリカ合衆国統計局によると、この郡は総面積12,786 km2 (4,937 mi2) である。このうち12,757 km2 (4,925 mi2) が陸地で29 km2 (11 mi2) が水地域である。総面積の0.23%が水地域となっている。アイダホ州の最高地点である、Borah Peak (12,655フィート) はカスター郡内に位置している。

### 隣接する郡
- レムヒ郡 - 北
- ビュート郡 - 東
- ブレイン郡 - 南
- エルモア郡 - 南西
- ボイシ郡 - 南西
- バレー郡 - 西

## 人口動勢
2000年現在の国勢調査で、この郡は人口4,342人、1,770世帯、及び1,196家族が暮らしている。人口密度は0/km2 (1/mi2) である。0/km2 (1/mi2) の平均的な密度に2,983軒の住宅が建っている。この郡の人種的な構成は白人97.28%、アフリカン・アメリカン0.00%、先住民0.55%、アジア0.02%、太平洋諸島系0.02%、その他の人種1.17%、及び混血0.94%である。ここの人口の4.21%はヒスパニックまたはラテン系である。
この郡内の住民は25.50%が18歳未満の未成年、18歳以上24歳以下が4.80%、25歳以上44歳以下が25.90%、45歳以上64歳以下が29.30%、及び65歳以上が14.50%にわたっている。中央値年齢は41歳である。女性100人ごとに対して男性は104.50人である。18歳以上の女性100人ごとに対して男性は106.80人である。
この郡の世帯ごとの平均的な収入は32,174米ドルであり、家族ごとの平均的な収入は39,551米ドルである。男性は32,255米ドルに対して女性は21,463米ドルの平均的な収入がある。この郡の一人当たりの収入 (per capita income) は15,783米ドルである。人口の14.30%及び家族の10.70%は貧困線以下である。全人口のうち18歳未満の16.70%及び65歳以上の12.80%は貧困線以下の生活を送っている。

## 都市及び町
- シャリ (Challis)
- クレイトン (Clayton)
- ロストリバー (Lost River)
- Mackay
- スタンリー (Stanley)